# Ангел, Евгений Петрович
Евгений Петрович Ангел (3 марта 1896—1919 или позже) — украинский атаман, один из руководителей повстанческого движения против большевиков в 1918—1919 годах на Черниговщине и Сумщине.

## Биография
Родился в с. Власовка Черниговской губернии. Предки атамана Ангела были болгарами, а его отец служил ключником и егерем в усадьбе Качановка черниговского помещика Василия Тарновского-младшего.
Евгений Ангел учился во Владикавказском кадетском корпусе, но учёбу не окончил. Образование заканчивал в Высшем министерском училище волостного местечка Ичня Борзнянского уезда. С началом I мировой войны ушёл на фронт, окончив школу прапорщиков. В Русской императорской армии дослужился до поручика.
В конце 1917 года, из-за развала фронта, оставил армию и вернулся на Черниговщину. Летом 1918 года принимал участие в организации отрядов «Вольного казачества» в Борзнянском уезде. После начала народного восстания против гетмана Скоропадского 17 ноября 1918 года, которое возглавил Симон Петлюра, Евгений Ангел организовал в Конотопе «Курень смерти» имени Кошевого Ивана Сирко. Это военное формирование вошло в состав армии Директории УНР. За красные шлыки на шапках отряд Ангела называли «Красным куренем смерти».
Евгений Ангел выступал с радикальных позиций национал-самостийничества, он считал, что врагов Украины надо уничтожать. За это Владимир Винниченко критиковал его, обвиняя в антисемитизме и русофобии. К национализму добавлялись взгляды атамана на социальную справедливость, которые были, по сути близки к большевистским, и его независимый характер: Ангел не хотел и не умел подчиняться приказам, если был с ними не согласен. По поводу атамана Ангела подполковник Армии УНР Василий Прохода в своих мемуарах употребляет выражение «красная анархия».
В Конотопе пополняла свои ряды и Серожупанная дивизия, которая перешла на сторону Директории. Серожупанники и отряд Ангела установили власть Директории в Конотопе, Бахмаче, Прилуках и Нежине. После взятия Нежина отряд Ангела снова прибыл на станцию Конотоп, где готовились к отправке на родину немецкие войска. Командование немецкой армии ещё 29 ноября 1918 года подписало договор с Директорией о нейтралитете. По договору немецкие войска шли с Украины с личным оружием, оставляя склады боеприпасов и все припасы. Евгению Ангелу этого показалось недостаточным, он хотел разоружить и ограбить немецкие отряды. Не согласовав свои планы с серожупанниками, охранявшими эшелон, он приказал установить на перроне пулемёт и обстрелять немцев. Несколько немецких солдат были убиты. Серожупанники были вынуждены открыть ответный огонь, жёстко ответили и немцы. Отряду Ангела пришлось отступить.
Атаман своевольничал и раньше. В начале января 1919 года он пытался разоружить в Прилуках добровольческий отряд из Путивля и Глухова, состоящий из офицеров, юнкеров и студентов, перешедших на сторону Директории.
Эти события вызвали возмущение у Симона Петлюры. В то же время, главе Директории Владимиру Винниченко доложили о том, что Ангел остановил в Бахмаче пассажирский поезд, высадил из вагонов и ограбил евреев, преимущественно торговцев, да ещё и устроил массовую порку. Неадекватные действия казаков Ангела по отношению к невинным людям спровоцировали немцы, бросив гранату из поезда, который проходил перед этим. Руководством Директории было принято решение отстранить Ангела от командования и арестовать.
В начале января 1919 года Евгений Ангел встречался с Симоном Петлюрой. Встречу организовал начальник контрразведки Петлюры Николай Чеботарёв, который вспоминал, что общего языка они так и не нашли. Пока решался вопрос об отстранении Ангела, «Курень смерти» успел побывать на севере Черниговщины, откуда наступала Красная армия. Но вскоре Ангел самовольно оставил позиции и ушёл в тыл. После этого атаман Северной группы войск Николай Омелюсик частично разоружил отряд Ангела, а атаман вышел из армии УНР, с ним ушло около 400 конных казаков.
Армия УНР не смогла сдержать натиск Красной армии и в конце января 1919 года покинула Черниговщину. В начале февраля 1919 года правительство Директории покинуло Киев, а армия сдала столицу без боя. У атамана Ангела некоторое время было подобие военного союза с Красной армией, он также выступал за власть Советов, правда, без инородцев, но вскоре это сотрудничество прекратилось из-за грабительской политики большевиков по отношению к крестьянству.
В конце марта 1919 года атаман Ангел провёл переговоры в Триполье на Киевщине о совместных действиях с атаманом Зелёным (прапорщик Даниил Терпило) и другими атаманами. В начале апреля он вошёл в состав ревкома повстанцев, военным комиссаром которого стал атаман Зелёный. Повстанцы ставили своей целью захват Киева.
Вернувшись на Ичнянщину, Ангел с отрядом, который насчитывал 400—450 казаков, продолжил восстание, начатое в конце марта вольными казаками. 12 апреля он захватил село Иваницу, бывшее сотенное местечко Прилукского полка, оплот вольных казаков. Красные войска выбили отряд атамана из Иваницы, но через пару дней он снова захватил село. 15 апреля Ангел вместе с атаманом Кириллом Шекерой захватили уездный центр Борзну, разоружив 20-й пехотный полк 3-й большевистской дивизии, и удерживали местечко до 23 апреля.
Прилуцкий уездный исполком 23 апреля сообщал, что атаман Ангел на основании распоряжения Рабоче-крестьянского правительства Украины, которое находилось в Харькове, объявлен вне закона.
Отступая по территории Полтавщины, отряд Ангела в конце апреля 1919 года вблизи села Загребля Лубенского уезда вступил в бой с подразделениями лубенской ЧК и лубенского и лохвицкого военных комиссариатов. Те захватили штаб отряда и значительную часть оружия, но Ангелу с основной частью отряда удалось оторваться от преследования. После этого боя основная часть казаков вернулась на Черниговщину, а Ангел с небольшим отрядом (60 казаков) 3 мая 1919 года перешёл на правый берег Днепра и влился в отряд атамана Зелёного.
В армии Зелёного атаман Ангел командовал отрядом, численность которого достигала 5000 человек. Неожиданными набегами зелёновцы разгромили гарнизоны в Обухове, Ржищеве и Фастове. В мае 1919 года против Зелёного были посланы крупные соединения Красной армии (до 21 тыс. человек) и Днепровская военная флотилия. К 14—16 мая атамана выбили из своего района, его армия разошлась по домам, сократившись до двух тысяч, и распалась на мелкие отряды. В конце мая 1919 года Совнарком Украины объявил о вознаграждении за головы Зелёного и Ангела, живых или мёртвых, в сумме 50 тыс. рублей. Ангел и Зелёный в начале июня 1919 года перебрались на левый берег Днепра и распустили казаков, оставшись с небольшими отрядами.
В конце июня 1919 года на Украине после гибели атамана Григорьева влиятельных повстанческих атаманов осталось мало, она распалась «на сотни полностью независимых сельских атаманий — районов, в которых признавалась власть только своего атамана, и больше никого». Атаман Ангел организовал «Рыцарское казачество Левобережья» и контролировал районы от Конотопа до Нежина. В распоряжении Ангела было 500—600 бойцов, половина из которых — бывшие красноармейцы, которые присоединились к Ангелу после разгрома Черноморской дивизии атамана Григорьева.
В этот период Ангел возобновил контакты с правительством Директории в Каменец-Подольском. Николай Чеботарёв писал, что к нему лично приходил атаман Ангел и жил пару дней. Чеботарев устраивал ему встречи с Симоном Петлюрой и другими государственными деятелями. В этот период, писал Чеботарёв, атаман Ангел осознал, хотя и с запозданием, необходимость объединения всех сил под единым руководством для борьбы с большевиками.
Ангел продолжал бороться с большевиками до конца августа 1919 года. Наибольшим успехом атамана в этот период был захват 27 июня 1919 года волостного центра Ичня.
После захвата Черниговщины Добровольческой армией Ангел с небольшим отрядом 5 сентября 1919 года вновь перебазировался на Правобережную Украину, начав вооруженную борьбу уже против деникинцев. В Казатине подразделения отряда формально вошли в состав формирования, которое возглавлял Главный атаман повстанческих войск УНР Григорий Колосов. На эту должность Колосов был назначен Симоном Петлюрой, одновременно он был и Командующим красными повстанческими войсками Левобережной и юго-восточной части Правобережной Украины, которые боролись с деникинцами. Атаман Ангел принимал участие в совещаниях повстанцев и вошёл в состав совещательного органа при Главном атамане повстанческих войск.
17 сентября атаманы Ангел, Зелёный и делегация от атамана Гаврашенка встречались с Симоном Петлюрой, они требовали предоставления боеприпасов и настаивали на немедленном наступлении на деникинцев.
Для координации своих действий с другими повстанческими отрядами атаман Ангел тайно прибыл в Киев, где находился на конспиративной квартире и был арестован деникинской контрразведкой. Через две недели атамана отпустили, подробности неизвестны, но, наверное, не зря подполковник армии УНР Михаил Середа характеризовал Ангела как талантливого конспиратора. Освободившись из-под ареста, атаман Ангел вернулся в отряд, в октябре 1919 года он участвовал в съезде повстанческих атаманов вблизи Германовки (ныне Обуховский район Киевской области), где, в частности, была поддержана политика Директории УНР.
В октябре 1919 атаман Ангел вёл переговоры на предмет совместных действий против деникинцев с Несмеяновым, командиром полуанархистского повстанческого отряда из бывших красноармейцев. Во время второй встречи Несмеянов захватил атаманов Ангела и Шумского в плен, застрелив при аресте их личную охрану и адъютантов. Далее он собирался передать атаманов большевикам, но не сложилось. Колосов и Несмеянов позже отпустили атаманов.
Относительно гибели атамана Ангела есть несколько версий. По одной из них в ноябре 1919 года отряд вступил в бой с красными между Бердичевом и Казатином, Евгений Ангел попал в плен и был вывезен в штаб 58-й армии, где был расстрелян. Ещё есть свидетельства Николая Чеботарева, согласно которым Евгений Ангел в конце 1919 года умер от тифа. По данным подполковника армии УНР Михаила Середы Евгения Ангела в конце 1919 года расстреляли деникинцы.
Из-за неясных обстоятельств гибели атамана Ангела появились предположения, что ему удалось спастись. Будто бы в 1920 году он находился в польском лагере для интернированных и пленных украинцев на Яловце во Львове, в том же году находился в румынском лагере для интернированных в Тульче, видели его в румынской тюрьме и в 1922 году. Скорее всего, это были подражатели, которые использовали имя атамана. Советские историки предполагали, что атаман эмигрировал и позже поступил на службу в британскую разведку, где дослужился до чина полковника и проявил себя во время II Мировой войны.
Наиболее известным подражателем атамана стал Александр Грудницкий. Все сообщения о деятельности атамана на Украине после 1919 года, в частности сведения о восстании в Зазимье и в Литках на Киевщине в апреле-мае 1920 года, связаны с Александром Грудницким, который называл себя атаманом Ангелом. Об этом было известно Симону Петлюре, но он считал, что использование имени погибшего атамана поддерживает веру народа в непрерывность, успешность и непобедимость освободительного движения.
В годы советской власти семья атамана Ангела подверглась преследованиям и репрессиям. Через несколько лет младшего брата атамана Александра выслали в Сибирь. В 1930-х годах стало опасно носить фамилию Ангел. Племянник атамана Олег Ангел, студент Нежинского пединститута, вынужден был изменить свою «бандитскую» фамилию на Ангол. В 1937 году НКВД арестовало в Киеве Владимира Александровича Ангела, его обвинили в государственной измене и расстреляли в декабре 1937 года. Его жену Елизавету Францевну в феврале 1938 года осудили на 8 лет лагерей. Их сын Анатолий Ангел в апреле 1957 года был осуждён на 5 лет исправительно-трудовых лагерей по политической статье.

## Отражение в культуре
Пародия на атамана Ангела присутствует среди персонажей художественного фильма «Адъютант его превосходительства», где вместе с «зелёными» он воюет в том числе против «белых». Роль исполнил Анатолий Папанов. В киноновелле «Ангел» (киноальманах «Начало неведомого века») роль атамана Ангела сыграл актер Игорь Класс. Новелла была снята по мотивам рассказа Юрия Олеши, атаман Ангел воюет с большевиками, события происходят в 1920 году. Эти кинематографические образы не имеют ничего общего с настоящим атаманом Ангелом.
В романе А. Н. Толстого «Похождения Невзорова, или Ибикус» есть эпизод, где главный герой служит бухгалтером в банде Ангела. Атаман Ангел является одним из героев романа Василия Шкляра «Маруся». Описаны события октября 1919 года.